# Arquidiocese de Juiz de Fora

Regional CNBB Leste 2.

A Arquidiocese de Juiz de Fora (Archidiœcesis Iudiciforensis) é uma circunscrição eclesiástica da Igreja Católica no estado de Minas Gerais. Sua sé episcopal está na Catedral Metropolitana de Santo Antônio, na cidade de Juiz de Fora.

## História
A criação da diocese de Juiz de Fora deu-se por meio da bula Ad Sacrosancti Apostolatus Officium do Papa Pio XI, sendo desmembrada da Arquidiocese de Mariana. Sua elevação a arquidiocese aconteceu pela bula Qui tanquam Petrus do Papa João XXIII.

## Divisão territorial
O território da arquidiocese abrange 86 paróquias distribuídas em 37 municípios do estado de Minas Gerais.

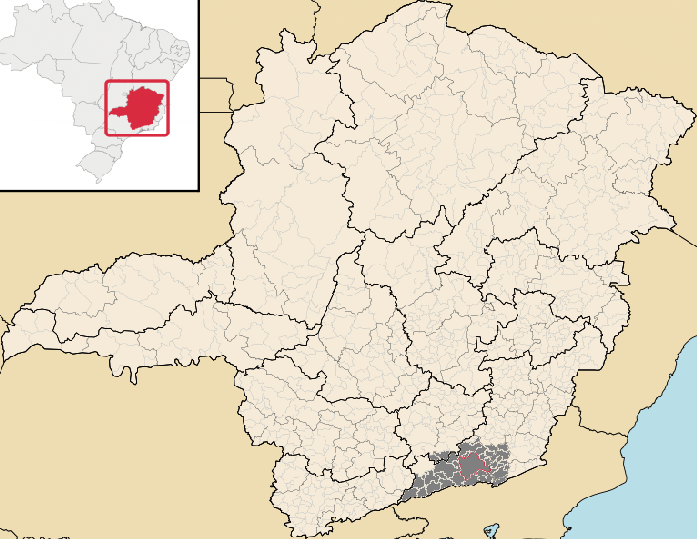
Arquidiocese de Juiz de Fora.

### Região Geográfica Intermediária de Juiz de Fora

#### Região Geográfica Imediata de Juiz de Fora
Vinte e seis municípios da Região Geográfica Imediata de Juiz de Fora.

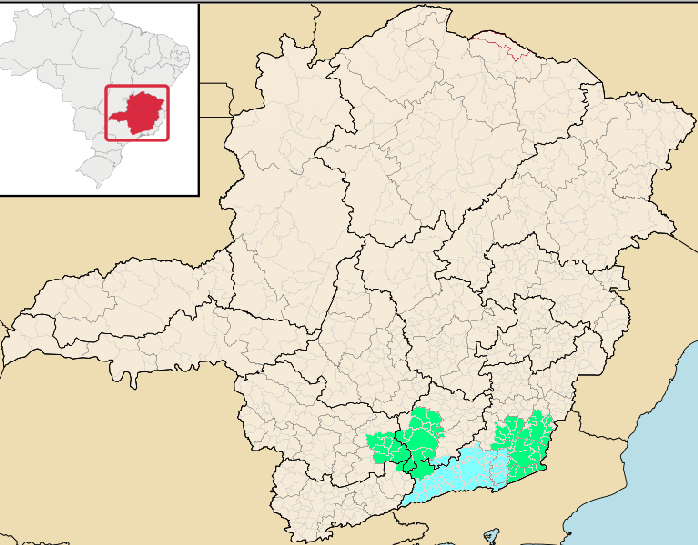
Província Eclesiástica de Juiz de Fora.

- Juiz de Fora
- Aracitaba

- Arantina
- Belmiro Braga
- Bias Fortes
- Bocaina de Minas
- Bom Jardim de Minas
- Província Eclesiástica de Juiz de Fora.Chácara
- Chiador
- Coronel Pacheco
- Ewbank da Câmara
- Goianá
- Liberdade
- Lima Duarte
- Matias Barbosa
- Olaria
- Passa Vinte
- Pedro Teixeira
- Piau
- Rio Novo
- Rio Preto
- Santa Bárbara do Monte Verde
- Santana do Deserto
- Santa Rita de Jacutinga
- Santos Dumont
- Simão Pereira

#### Região Geográfica Imediata de São João Nepomuceno-Bicas
Nove municípios da Região Geográfica Imediata de São João Nepomuceno-Bicas.
- Bicas
- São João Nepomuceno
- Descoberto
- Guarará
- Mar de Espanha
- Maripá de Minas
- Pequeri
- Rochedo de Minas
- Senador Cortes

### Região Geográfica Intermediária de Barbacena

#### Região Geográfica Imediata de Barbacena
Dois municípios da Região Geográfica Imediata de Barbacena.
- Santa Rita de Ibitipoca
- Santana do Garambéu

## Província eclesiástica
A Arquidiocese de Juiz de Fora forma, juntamente com as dioceses de Leopoldina e de São João del-Rei, a Província Eclesiástica de Juiz de Fora. Sua sé episcopal está na Catedral Metropolitana de Juiz de Fora, no centro da cidade.

## Bispos e arcebispos
|                   | Nome                           | Período    | Notas                                    |
| Arcebispos        | Arcebispos                     | Arcebispos | Arcebispos                               |
| ----------------- | ------------------------------ | ---------- | ---------------------------------------- |
| 5º                | Gil Antônio Moreira            | 2009-atual |                                          |
| 4º                | Eurico dos Santos Veloso       | 2001-2009  |                                          |
| 3º                | Clóvis Frainer, O.F.M.Cap.     | 1991-2001  |                                          |
| 2º                | Juvenal Roriz, C.Ss.R.         | 1978-1991  |                                          |
| 1º                | Geraldo Maria de Morais Penido | 1962-1977  | Nomeado Arcebispo-coadjutor de Aparecida |
| Bispos-auxiliares |                                |            |                                          |
|                   | Eurico dos Santos Veloso       | 1987-1991  | Nomeado Bispo-coadjutor de Luz           |
|                   | Altivo Pacheco Ribeiro         | 1973-1987  |                                          |
|                   | Othon Motta                    | 1953-1955  | Nomeado Bispo-auxiliar de Rio de Janeiro |
|                   | João de Souza Lima             | 1949-1955  | Nomeado Bispo de Nazaré                  |
| Bispos            |                                |            |                                          |
| 2º                | Geraldo Maria de Morais Penido | 1958-1962  |                                          |
| 1º                | Justino José de Sant'Ana       | 1924-1958  |                                          |
| Bispo-coadjutor   |                                |            |                                          |
|                   | Geraldo Maria de Morais Penido | 1957-1958  |                                          |